# Annette Dobmeier
Annette Dobmeier est une fleurettiste allemande née le 10 février 1968 à Tauberbischofsheim.

## Carrière
La fleurettiste allemande participe à l'épreuve de fleuret par équipe lors des Jeux olympiques d'été de 1992 à Barcelone et est sacrée vice-championne olympique avec ses partenaires Anja Fichtel-Mauritz, Zita-Eva Funkenhauser, Monika Weber-Koszto et Sabine Bau. Elle concourt aussi individuellement, et termine trente-deuxième.